# Zenderwijk

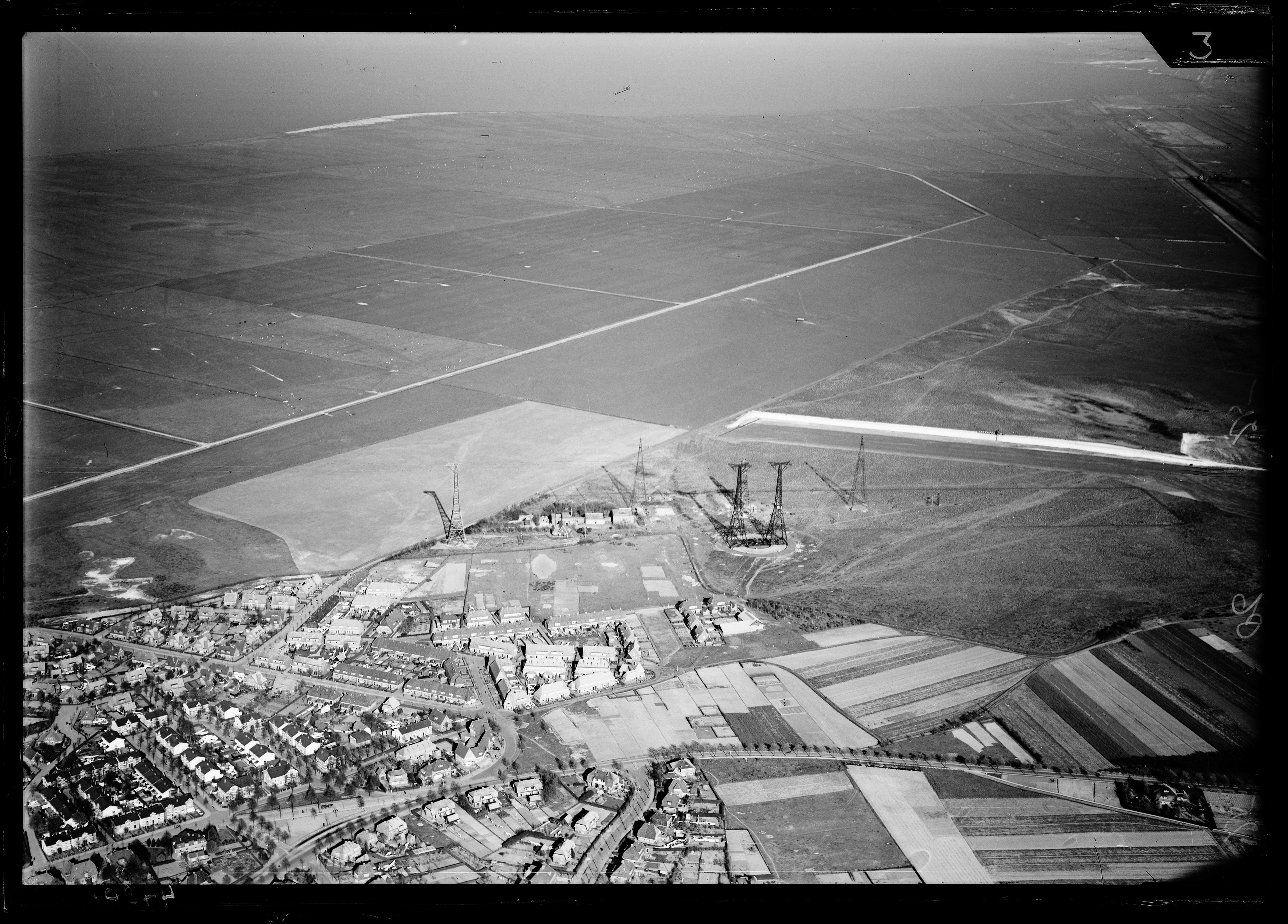
Luchtfoto (1920-1940) van de PHOHI-antennes en omgeving in het gebied van de Zenderwijk.

De Zenderwijk is een wijk in Huizen.
Voor de bouw van de wijk stonden op deze locatie grote radio-antennes. Aan de rand van de wijk zit ook nog een park. Daar werden in de Tweede Wereldoorlog de drie verzetsstrijders Arie de Waal, Klaas Snel en Jacob Brands doodgeschoten. Sinds ca 1998 zijn er – waar voorheen in deze wijk een industrieterrein was – nu ook huizen gebouwd.

## Straten
Tot 2002 werden de straten in de wijk zijn allemaal vernoemd naar dingen die te maken hebben met wat er vroeger was:
- Antennestraat
- Archipelplein
- Edisonstraat
- Hoeveweg
- Dr. Lelylaan
- Omroeplaan
- Radiolaan
- Rijsbergerweg
- Studiostraat
- Zenderlaan

Sinds 2002 zijn er ook nieuwbouwhuizen in deze wijk met namen die verwijzen naar eilanden:
- Ambonlaan
- Balilaan
- Borneolaan
- Celebeslaan
- Javalaan
- Sumatralaan

Dorp: Huizen      Buurtschappen: Bikbergen · Crailo · Huizerhoogt · Valkeveen

Wijken: Bijvanck · Bovenweg · Huizermaat · Oostermeent · Oude dorp · Stad en Lande · Vierde Kwadrant · Zenderwijk
Noord-Holland: Steden en dorpen      Nederland: Provincies · Gemeenten